# مارين سوريسكو
مارين سوريسكو (بالرومانية: Marin Sorescu)‏ (29 فبراير 1936-8 ديسمبر 1996) هو شاعر وكاتب مسرحي وروايات روماني الجنسية.

## روابط خارجية
- مارين سوريسكو على موقع مونزينجر (الألمانية)
- مارين سوريسكو على موقع ميوزك برينز (الإنجليزية)